# (37188) 2000 WE61
2000 WE61 (asteroide 37188) é um asteroide da cintura principal. Possui uma excentricidade de 0.20947400 e uma inclinação de 3.39950º.
Este asteroide foi descoberto no dia 21 de novembro de 2000 por LINEAR em Socorro.